# James Gist
James Clough Gist III (Adana, 26 ottobre 1986) è un cestista statunitense.

## Carriera
Alto 206 cm per 105 kg, è stato scelto nel draft NBA del 2008 dai San Antonio Spurs col numero 57. Dopo la summer league Gist viene ingaggiato dall'Angelico Biella.
In seguito passa a Lokomitiv Kuban, Partizan Belgrado, Fenerbahçe Istanbul e Unicaja Malaga. Durante la parentesi turca, viene squalificato dopo non aver passato un controllo antidoping.
Nel gennaio 2013, in seguito ad uno scambio con Andy Panko, Gist passa al Panathinaikos Atene, raggiungendo i quarti di finale di Eurolega e vincenco la Coppa di Grecia e il campionato greco. Nel giugno 2013 firma un'estensione di due anni con la squadra ellenica.. 
Il 17 marzo 2015 rinnova ancora biennalmente il contratto che lo lega alla società ateniese.
Nel maggio 2015, risulta positivo al THC ad un controllo antidoping, e considerando anche la sua recidività, riceve otto mesi di squalifica.

## Statistiche

### College
| Anno      | Squadra            | PG  | PT | MP   | TC%  | 3P%  | TL%  | RP  | AP  | PRP | SP  | PP   |
| --------- | ------------------ | --- | -- | ---- | ---- | ---- | ---- | --- | --- | --- | --- | ---- |
| 2004-2005 | Maryland Terrapins | 31  | 2  | 17,2 | 49,3 | 0,0  | 61,8 | 3,9 | 0,5 | 0,8 | 1,0 | 6,2  |
| 2005-2006 | Maryland Terrapins | 32  | 21 | 22,1 | 49,0 | 0,0  | 67,3 | 4,8 | 1,2 | 0,8 | 1,6 | 8,4  |
| 2006-2007 | Maryland Terrapins | 34  | 33 | 27,8 | 53,5 | 42,9 | 70,9 | 7,2 | 1,3 | 0,9 | 2,1 | 12,6 |
| 2007-2008 | Maryland Terrapins | 33  | 33 | 32,0 | 49,6 | 31,0 | 73,7 | 7,9 | 1,4 | 1,3 | 2,3 | 15,9 |
| Carriera  | Carriera           | 130 | 89 | 24,9 | 50,6 | 33,0 | 69,6 | 6,0 | 1,1 | 0,9 | 1,8 | 10,9 |

### Eurolega
| Anno      | Squadra       | PG  | PT  | MP   | TC%  | 3P%  | TL%  | RP  | AP  | PRP | SP  | PP   |
| --------- | ------------- | --- | --- | ---- | ---- | ---- | ---- | --- | --- | --- | --- | ---- |
| 2010-2011 | Partizan      | 14  | 9   | 29,9 | 38,4 | 46,7 | 68,1 | 6,9 | 1,6 | 1,0 | 1,0 | 11,4 |
| 2011-2012 | Fenerbahçe    | 16  | 16  | 25,1 | 47,9 | 32,1 | 76,9 | 4,5 | 0,9 | 1,2 | 0,9 | 7,4  |
| 2012-2013 | Málaga        | 10  | 2   | 22,8 | 39,2 | 34,6 | 61,3 | 4,8 | 0,2 | 0,7 | 0,6 | 8,6  |
| 2012-2013 | Panathīnaïkos | 19  | 12  | 21,9 | 44,5 | 34,7 | 56,2 | 4,4 | 0,7 | 0,6 | 0,8 | 7,8  |
| 2013-2014 | Panathīnaïkos | 26  | 17  | 23,4 | 53,9 | 34,2 | 62,9 | 3,6 | 0,8 | 1,1 | 0,7 | 8,9  |
| 2014-2015 | Panathīnaïkos | 28  | 17  | 23,0 | 45,6 | 31,9 | 73,1 | 4,2 | 1,5 | 1,0 | 0,6 | 9,5  |
| 2015-2016 | Panathīnaïkos | 26  | 26  | 26,5 | 53,6 | 34,5 | 56,5 | 4,6 | 1,5 | 1,0 | 0,6 | 10,9 |
| 2016-2017 | Panathīnaïkos | 15  | 14  | 22,8 | 53,5 | 16,7 | 63,3 | 4,3 | 0,8 | 1,1 | 0,5 | 8,5  |
| 2017-2018 | Panathīnaïkos | 34  | 28  | 25,4 | 54,6 | 25,0 | 67,4 | 4,4 | 1,0 | 0,8 | 0,4 | 9,8  |
| 2018-2019 | Panathīnaïkos | 33  | 14  | 20,8 | 53,4 | 39,1 | 70,6 | 3,5 | 1,2 | 0,6 | 0,4 | 7,8  |
| 2019-2020 | Stella Rossa  | 25  | 7   | 20,3 | 41,7 | 21,1 | 59,3 | 4,4 | 1,3 | 0,7 | 0,4 | 7,0  |
| 2020-2021 | Bayern Monaco | 23  | 12  | 21,6 | 44,4 | 16,7 | 63,8 | 3,0 | 0,7 | 0,7 | 0,3 | 5,6  |
| 2021-2022 | ASVEL         | 28  | 21  | 21,6 | 48,1 | 18,5 | 53,3 | 2,5 | 0,6 | 0,6 | 0,6 | 6,0  |
| Carriera  | Carriera      | 297 | 195 | 23,3 | 48,5 | 31,7 | 64,8 | 4,1 | 1,0 | 0,8 | 0,6 | 8,4  |

## Palmarès

### Squadra
- Campionato serbo: 1

Partizan Belgrado: 2010-11
- Coppa di Serbia: 1

Partizan Belgrado: 2011
- Campionato greco: 5

Panathinaikos: 2012-13, 2013-14, 2016-17, 2017-18, 2018-19
- Campionato francese: 1

ASVEL: 2021-22
- Coppa di Grecia: 6

Panathinaikos:	2012-13, 2013-14, 2014-15, 2015-16, 2016-17, 2018-19
- Coppa di Germania: 1

Bayern Monaco: 2020-21
- Lega Adriatica: 1

Partizan Belgrado: 2010-11

### Individuale
- MVP Coppa di Serba: 1

Partizan Belgrado: 2011